# Мідний вершник (поема)

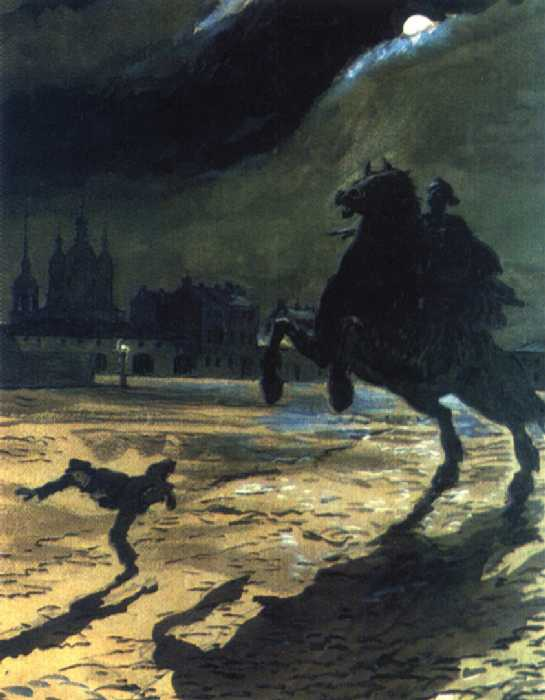
Євген, що втікає від «Мідного вершника»

«Мідний вершник» (рос. Медный всадник) — поема (віршована повість) російського поета Олександра Пушкіна.

## Історія
Написана в Болдіні восени 1833 року, поема була дозволена Миколою I до друку. Її початок Пушкін надрукував в «Бібліотеці для читання», 1834 рік, кн. XII, під назвою: «Петербург. Уривок з поеми» (від початку і закінчуючи віршем «Тревожить вічний сон Петра!», з пропуском закреслених Миколою I чотирьох віршів, починаючи з вірша «И перед младшею столицей»).
Вперше надрукована після смерті Пушкіна в «Современнику», т. 5, 1837 року, з цензурними змінами, внесеними до тексту В. А. Жуковським. Без цензурних правок, які деформують авторський задум, поема була вперше надрукована лише в 1904 році.
На основі поеми О. С. Пушкіна російський радянський композитор Р. М. Глієр створив однойменний балет, величний фрагмент якого, «Гімн Великому місту», став гімном Санкт-Петербурга.
Відомо, що поема піддавалася рукописній правці Миколи I. Рукопис зберігається в Пушкінському домі в Санкт-Петербурзі.

## Сюжет
У статті «Мідний вершник» (1909) Валерій Брюсов пише:
«У повісті розповідається про бідного, незначного петербурзького чиновника, якогось Євгена, нерозумного, неоригінального, який нічим не відрізняється від своїх побратимів, який був закоханий в якусь Парашу, дочку вдови, що живе біля узмор'я. Повінь 1824 року знесла їхній будинок; вдова і Параша загинули. Євген не переніс цього нещастя і зійшов з розуму. Одного разу вночі, проходячи повз пам'ятника Петру I, Євген, в своєму божевіллі, прошепотів йому кілька злісних слів, бачачи в ньому винуватця своїх бід. Розладнаній уяві Євгена уявилося, що мідний вершник розгнівався на нього за це і погнався за ним на своєму бронзовому коні. Через кілька місяців після того безумець помер»

## Український переклад
Українською мовою поему вперше видано 1930 року харківським видавництвом «Книгоспілка» в перекладі М. Т. Рильського.